# KFM 모닝와이드
《KFM 모닝와이드》는 경기방송에서 방송했던 라디오 프로그램이다. 1997년 12월 1일에 《클릭정보와이드》란 타이틀로 첫방송되어 2020년 3월 30일 경기방송 폐국과 함께 폐지되었다.

## DJ
- 최미근 (경기방송 PD)

| KFM 경기방송        |                          |                 |
| 이전                | KFM 모닝와이드           | 다음            |
| KFM 뉴스플러스      | KFM 모닝와이드           | 조조할인        |
| 아침 8시 ~ 8시 30분 | 아침 8시 30분 ~ 오전 9시 | 오전 9시 ~ 10시 |
|                     |                          |                 |